# Fristad
För andra betydelser, se Fristad (olika betydelser).
Fristad är en tätort i Borås kommun och kyrkby i Fristads socken. Den ligger i norra ändan av Öresjö. Fristad är bland annat känt för konfektionsföretaget Fristads. Fristads folkhögskola är en av två folkhögskolor i Borås kommun. 

## Historia
Åren 1745–1914 hade Älvsborgs regemente sin mötesplats på Fristad hed. I Fristad etablerades flera framgångsrika industrier som Fristads yrkeskläder och N. Lundbergs Fabriks AB (idag Uponor). År 1974 inkorporerades Fristad med Borås kommun. I början av 1990-talet utsattes Borås Sparbank i Fristad för ett bankrån, där rånarna sköt mot en privatperson i samband med ett av rånet.

### Befolkningsutveckling
| Befolkningsutvecklingen i Fristad 1960–2020                                     | Befolkningsutvecklingen i Fristad 1960–2020 | Befolkningsutvecklingen i Fristad 1960–2020 | Befolkningsutvecklingen i Fristad 1960–2020 | Befolkningsutvecklingen i Fristad 1960–2020 |
| ------------------------------------------------------------------------------- | ------------------------------------------- | ------------------------------------------- | ------------------------------------------- | ------------------------------------------- |
|                                                                                 |                                             |                                             |                                             |                                             |
| År                                                                              |                                             |                                             | Folkmängd                                   | Areal (ha)                                  |
| 1960                                                                            | 1960                                        |                                             | 1 414                                       |                                             |
| 1965                                                                            | 1965                                        |                                             | 2 914                                       |                                             |
| 1970                                                                            | 1970                                        |                                             | 3 559                                       |                                             |
| 1975                                                                            | 1975                                        |                                             | 4 414                                       |                                             |
| 1980                                                                            | 1980                                        |                                             | 4 307                                       |                                             |
| 1990                                                                            | 1990                                        |                                             | 4 574                                       | 490                                         |
| 1995                                                                            | 1995                                        |                                             | 4 765                                       | 494                                         |
| 2000                                                                            | 2000                                        |                                             | 4 632                                       | 497                                         |
| 2005                                                                            | 2005                                        |                                             | 4 808                                       | 506                                         |
| 2010                                                                            | 2010                                        |                                             | 4 924                                       | 511                                         |
| 2015                                                                            | 2015                                        |                                             | 5 409                                       | 731                                         |
| 2020                                                                            | 2020                                        |                                             | 5 834                                       | 765                                         |
| Anm.: Sammanvuxen med Sparsör 1965, och med Kullasand 2015 samt med Gingri 2020 |                                             |                                             |                                             |                                             |

## Näringsliv
- Uponor
- Fristads
- Fristad Plast
- Sveba Dahlen

## Kända personer från orten
- Sångaren Magnus Carlsson är uppvuxen i Fristad.
- Sångaren Mauro Scocco är uppvuxen i Fristad.
- Tonsättaren Fredrik Sixten är uppvuxen i Fristad.
- Friidrottaren Cecilia Nilsson är uppvuxen i Fristad.
- Programledaren Sarit Monastyrski